# Полярная ГТЭС
Полярная ГТЭС — газотурбинная тепловая электростанция, расположенная в Туруханском районе Красноярского края. Предназначена для электроснабжения объектов Сузунского, Лодочного и Тагульского месторождений. Собственник станции — ООО «РН-Ванкор» (дочернее общество ПАО «НК „Роснефть“»).

## Описание
Полярная ГТЭС представляет собой газотурбинную электростанцию мощностью 150 МВт. Основное оборудование: две газовые турбины 6FA, сделанные в Рыбинске ООО «Русские Газовые Турбины» по лицензии компании General Electric.
Топливо — попутный нефтяной газ, что позволяет добиться рационального использования попутного газа с месторождений Ванкорского кластера. Основной объём подаётся из газопровода поддержания пластового давления, резервный — из установки подготовки газа центрального пункта сбора Ванкорского месторождения.
Полярная ГТЭС расположена в 2,5 км южнее Ванкорской ГТЭС, подключённой к Единой энергосистеме России и является второй электростанцией в Ванкорском энергорайоне.
Для выдачи мощности построены три подстанции напряжением 110 кВ и 170 км линий электропередач напряжением 110 кВ.

## Строительство
В апреле 2016 года приступили к инженерной подготовке площадки.
Две газотурбинные установки были доставлены в 2016 году из Санкт-Петербурга по Северному морскому пути в порт Дудинка. Далее по реке Енисей и его притоку — реке Большой Хете в период летней навигации к причалу «Ванкор-берега».
В марте 2017 года началось строительство свайного основания.
23 декабря 2024 года электростанция была введена в эксплуатацию.